# یواس‌اس ادمیرال هیو رادمن (ای‌پی-۱۲۶)
یواس‌اس ادمیرال هیو رادمن (ای‌پی-۱۲۶) (به انگلیسی: USS Admiral Hugh Rodman (AP-126)) یک کشتی بود که طول آن ۶۰۸ فوت ۱۱ اینچ (۱۸۵٫۶۰ متر) بود. این کشتی در سال ۱۹۴۵ ساخته شد.